# Галадза, Лариса
Лариса Галадза (англ. Larisa Galadza) — канадский дипломат. Посол Канады на Украине (2019—2023).

## Биография
В 1994 году окончила Тринити-колледж Торонтского университета, получив диплом с отличием в области политических наук и этики. В 1996 году получила диплом магистра международных отношений в Карлтонском университете.
С 1996 года работала в Министерстве национальной обороны Канады, с 2001 года — в Управлении Тайного совета, с 2003 по 2006 годы — в Секретариате Казначейства. С 2006 года занимала пост директора по стратегической политике и исследованиям, затем старшего директора по вопросам политики национальной безопасности в Министерстве общественной безопасности Канады.
В 2012—2014 годах работала в Управлении Тайного совета в должности директора по вопросам деятельности Комитета по социальным вопросам Кабинета министров.
В 2014—2016 годах — генеральный директор Министерства иммиграции, беженцев и гражданства Канады.
В 2016—2019 годах — генеральный директор программы миротворческих операций и стабилизации в глобальных делах МИД Канады .
С 2019 года — Чрезвычайный и Полномочный Посол Канады на Украине. 26 ноября 2019 вручила копии верительных грамот заместителю министра иностранных дел Украины Василию Боднарю, а 19 декабря 2019 года вручила их оригиналы президенту Владимиру Зеленскому.

## Награды
- Орден «За заслуги» II степени (4 сентября 2023 года, Украина) — за весомый личный вклад в укрепление межгосударственного сотрудничества, поддержку государственного суверенитета и территориальной целостности Украины, популяризацию Украинского государства в мире[10].